# María Guggiari Echeverría
María Guggiari Echeverría OCD (* 12. Januar 1925 in Villarica, Paraguay; † 28. März 1959 in Asunción, Paraguay) war eine paraguayische Unbeschuhte Karmelitin, die in ihrer Jugend Mitglied der Katholischen Aktion wurde und 1955 trotz des Widerstands ihrer Eltern in den Karmel von Asunción eintrat, wo sie 1959 an infektiöser Hepatitis starb. Ihre Seligsprechung erfolgte am 23. Juni 2018.

## Leben
María Guggiari Echeverría wurde 1925 als erstes von sieben Kindern von Ramón Guggiari (* 10. November 1895) und María Arminda Echeverría (* 21. Mai 1904) geboren. Von ihrem Vater erhielt sie den Rufnamen „Chiquitunga“. Sie wurde am 28. Februar 1929 getauft und empfing am 8. Dezember 1937 die Erstkommunion. Zu ihren Geschwistern gehörten unter anderem ihr Bruder Federico Augusto Ramón Guggiari Echeverría sowie die Schwestern María Teresa Arminda und Mañica González Raveti.
Im Alter von 16 Jahren wurde Echeverría 1941 gegen den Willen ihrer Eltern Mitglied der Katholischen Aktion, in deren Aufgabenstellung sie sich der Armenfürsorge und dem Katechismusunterricht an der Jugend widmete. Während dieser Zeit lernte sie den Medizinstudenten Saua Angel kennen, der ebenfalls in der Aktion aktiv war und mit dem sie eine intensive Freundschaft und spirituelle Verbindung aufbaute. Die beiden erwogen eine Eheschließung, in der sie jedoch eine vollkommene Keuschheit leben wollten. Zum Vorbild nahmen sie die Eltern von Therese von Lisieux, Zélie und Louis Martin, deren späte Ehejahre von dieser asketischen Form geprägt waren. Nachdem Echeverría diese Option im Gebet erwog und Angel im Mai 1951 eröffnete, dass er sich zum Priester berufen fühlte, nahm sie von ihrer Heiratsabsicht Abstand. Sie bot Angel Unterschlupf, weil er sich wegen dieser Entscheidung vor seinem Vater, einem Muslim, verstecken musste. Angel setzte sein Studium in Madrid fort und empfing 1952 die Priesterweihe. Beide pflegten einen intensiven Briefkontakt.
Am 14. August 1955 begann Echeverría entgegen der ausdrücklichen Opposition ihrer Eltern das Noviziat im Karmel von Asunción, wo sie den Ordensnamen María Felicia von Jesus im Sakrament erhielt. Sie legte am 15. August 1956 ihre Profess ab, erkrankte jedoch bereits Anfang 1959 an infektiöser Hepatitis und bezog zur Erholung ein Sanatorium. Da sich ihr Gesundheitszustand zusehends verschlechterte und das Lebensende absehbar war, kehrte sie im April 1959 wieder in den Karmel von Asunción zurück. Hier starb Echeverría am 28. April 1959 im Beisein ihrer Geschwister und Eltern.

## Seligsprechung
Der Seligsprechungsprozess für Echeverría begann am 17. Juli 1997 mit den diözesanen Untersuchungen, die am 28. April 2000 abgeschlossen wurden. Am 27. März 2010 sprach Papst Benedikt XVI. Echeverría den sogenannten heroischen Tugendgrad zu, eine Vorstufe zur Seligsprechung. Am 14. November 2008 folgte die Anerkennung des für die Seligsprechung notwendigen Wunders, das sich an Ángel Ramón ereignet haben soll. Dieser zeigte als Neugeborener keine Vitalfunktionen, soll aber nach dem Gebet der Geburtshelfer um die Fürsprache Echeverrías wieder vollständig genesen sein. Papst Franziskus anerkannte das Wunder mit Dekret vom 6. März 2018. Am 23. Juni 2018 wurde María Guggiari Echeverría durch den damaligen Präfekten der Kongregation für die Selig- und Heiligsprechungsprozesse, Angelo Amato, im Estadio General Pablo Rojas von Asunción seliggesprochen. In seiner Predigt bezeichnete er die neue Selige angesichts der umfangreichen Dokumentation ihre guten Taten als „eine Bibliothek der Heiligkeit“. Sie ist die erste paraguayische Frau, die selig gesprochen wurde und Schutzpatronin der Jugend Paraguays. Ihr liturgischer Gedenktag ist der 28. März.
Echeverrías Seligsprechung wurde von vielen Katholiken in Paraguay und Lateinamerika stark gefördert. Der Präsident von Paraguay, Horacio Cartes, bezeichnete vorab ihre Seligsprechung als „nationales Interesse“.
Aktueller Postulator ist der Karmelit Romano Gambalunga. Unterstützt wurde der Seligsprechungsprozess durch den Karmel von Asunción.